# Alexandre Dufrèche
Alexandre Dufrèche, né le 13 janvier 1864 à Bourrouillan (Gers) et mort le 4 juin 1919 à Cazaubon (Gers), est un homme politique français.

## Biographie
Docteur en droit, magistrat, il est maire de Cazaubon, conseiller général et député du Gers de 1910 à 1919, siégeant sur les bancs radicaux. 